# Tipula spinosa
Tipula spinosa är en tvåvingeart som beskrevs av Gelhaus 2005. Tipula spinosa ingår i släktet Tipula och familjen storharkrankar. Inga underarter finns listade i Catalogue of Life.